# Джакипов, Сейтгалий
Сейтгалий Джакипов (1 декабря 1910, а. Джеланды, Лепсинский уезд, Семиреченская область, Российская империя — 21 апреля 1994) — советский хозяйственный, государственный и партийный деятель.

## Биография
Родился в 1910 году в ауле Джеланды. Член ВКП(б).
С 1932 года — на хозяйственной, общественной и политической работе. В 1932—1970 гг. — старший землеустроитель Лепсинского, Андреевского районного земельного отдела, заместитель председателя, председатель Алма-Атинского областного профсоюза работников земельных органов, консультант, помощник заведующего Секретариатом, начальник Группы сельского хозяйства СНК Казахской ССР, председатель Исполнительного комитета Талды-Курганского областного Совета, председатель Исполнительного комитета Восточно-Казахстанского областного Совета, 1-й секретарь Алма-Атинского областного комитета КП Казахстана, заместитель председателя Исполнительного комитета Кустанайского областного Совета, заместитель министра государственного контроля, заместитель председателя Комиссии советского контроля СМ, 1-й заместитель министра сельского хозяйства, начальник Главного управления лесного хозяйства и охраны леса, председатель Государственного комитета по лесному хозяйству СМ Казахской ССР.
Избирался депутатом Верховного Совета СССР 4-го созыва.
Умер в 1994 году.